# Хісаші Еґучі
Хісаші Еґучі (яп. 江口 寿史) — японський манґака та один із найвідоміших японських ілюстраторів жіночих персонажів. Дебютував як професійний манґа-ілюстратор з коміксом  «Susume!! Pirates» у Weekly Shonen Jump у 1977 році. Серед інших відомих робіт - «Stop!! Hibari-kun!» (адаптована в аніме у 1983 році), та гумористична манґа «Charamono». 
У сфері анімації він працював дизайнером персонажів для багатьох проєктів, серед яких «Roujin Z», «Mujin Wakusei Survive», «Otaku no Seiza», а також на його роботах були засновані персонажі «Perfect Blue». Серед останніх аніме, до яких долучився Хісаші у якості дизайнера персонажів — «Sonny Boy».